# Eclipse lunar de 16 de julho de 2000
| Eclipse Lunar Total 16 de julho de 2000 | Eclipse Lunar Total 16 de julho de 2000 |
| --- | --------------------------------------- |
| Máximo do eclipse visto em Lahaina, Ilhas Maui (Pacífico) - 13:55 UTC                                                                             |                                         |
| A Lua cruzando o centro do cone de sombra da Terra, de oeste para leste (da direita para a esquerda), com o disco lunar avermelhado muito escuro. |                                         |
| Gamma | +0,0302                                 |
| Saros (e membro) | 129 (37 de 71)                          |
| Sequência de eclipses lunares |                                         |
| Anterior | 21 de janeiro de 2000                   |
| Próximo | 9 de janeiro de 2001                    |
| Duração (hr:mn:sc) |                                         |
| Total | 1:46:24                                 |
| Parcial | 3:56:20                                 |
| Penumbral | 6:14:24                                 |
| Fases e Horários do Eclipse ( UTC) |                                         |
| P1 | 10:48:22                                |
| U1 | 11:57:35                                |
| U2 | 13:02:23                                |
| Máximo | 13:55:35                                |
| U3 | 14:48:47                                |
| U4 | 15:53:55                                |
| P4 | 17:02:46                                |
| A Lua cruzou o centro da sombra da Terra em nodo descendente de sua órbita, na constelação de Sagitário.                                          |                                         |

O eclipse lunar de 16 de julho de 2000 foi um eclipse total, o segundo e último de dois eclipses lunares do ano. Teve magnitude umbral de 1,7684 e penumbral de 2,8375. A fase total teve duração de 106 minutos. Assim, foi o maior eclipse total da Lua desde o eclipse lunar de 6 de julho de 1982, e o maior do século XX em duração, e em magnitude foi o segundo maior desde eclipse lunar de 26 de julho de 1953. A duração não será tão longa até o ano 3000.
Também marcou o último eclipse lunar visível  do milênio e do século XX.
A Lua cruzou bem no centro da sombra umbral da Terra, em nodo descendente, dentro da constelação de Sagitário, bem próximo à nebulosas e aglomerados estelares da região.

## Série Saros
Eclipse pertencente ao ciclo lunar Saros de série 129, sendo este de número 37 e o maior eclipse da série, num total de 71 eclipses. O eclipse anterior da série foi o eclipse total de 6 de julho de 1982, o qual foi o segundo maior e mais escuro eclipse total do ciclo, e o segundo maior e terceiro mais escuro do século XX, com duração de 105 minutos. O próximo será com o eclipse total de 27 de julho de 2018, que também será um dos mais longos e escuros eclipses dos últimos anos.

## Descrição e Duração do Eclipse
A Lua cruzou exatamente o centro do cone de sombra da Terra, fato relativamente raro nos eclipses lunares. Com isso, a superfície lunar se apresentou bem mais vermelha e escura que o normal, sendo difícil a distinção de seus detalhes como relevo, crateras e planícies lunares, registrando uma das maiores magnitudes umbrais: 1,7684. Foi o eclipse mais escuro desde o eclipse lunar de 26 de julho de 1953.
Com relação a sua duração, a totalidade do eclipse teve duração excepcional de 106 minutos. Dessa maneira, registrou-se a maior duração desde o eclipse lunar de 6 de julho de 1982, o qual foi membro anterior do mesmo ciclo da série Saros (129). Deve-se destacar também que este último eclipse de 1982 foi, até então, o maior e o segundo mais escuro eclipse lunar total do século XX.
Um dos fatores que contribuíram para essa maior duração, tanto no eclipse total de julho de 1982 quanto no de julho de 2000, foi sua proximidade com o apogeu lunar, que faz com que a velocidade da órbita da Lua seja mais lenta do que no perigeu. Tal fator voltará a influenciar a duração do eclipse total em julho de 2018, que aliás, será o próximo membro do mesmo ciclo Saros (129).
O eclipse total de maior duração da história ocorreu em 31 de maio de 318 da era cristã, com 107 minutos de duração.

## Visibilidade
Foi visível no Pacífico, Antártida, Austrália, boa parte da Ásia, leste da África e na faixa oeste das Américas.
| Região do planeta onde o eclipse foi visível durante o máximo da totalidade - 13:56 UTC. O nordeste da Austrália obteve a melhor observação do meio do eclipse, de onde foi visível à meia-noite. |
| Mapa de visibilidade do eclipse |

## Fases e Horários do Eclipse
A Lua entrou na penumbra da Terra às 10:48:22 UTC. O início da fase parcial começou exatamente às 11:57:35 UTC, quando a Lua entrou na umbra da Terra. Atingiu a sua totalidade às 13:02:23 UTC, chegando ao máximo do eclipse às 13:55:35 UTC. O disco lunar deixou a totalidade às 14:48:47 UTC, saindo da sombra às 15:53:55 UTC Por fim, saiu da penumbra às 17:02:46 UTC.